# Больница (фильм)
«Больница» (англ. The Hospital) — американский сатирический фильм 1971 года, снятый режиссёром Артуром Хиллером по сценарию Пэдди Чаефски, который также выступает его рассказчиком. Главные роли в картине исполняют Джордж К. Скотт и Дайана Ригг.
За написание сценария фильма Чаефски был удостоен премий «Оскар», «Золотой глобус», BAFTA и Гильдии сценаристов США. Скотт получил номинации на «Оскар», «Золотой глобус» и BAFTA, тогда как Ригг была номинирована на «Золотой глобус». Картина также выиграла Приз жюри на 22-м Берлинском международном кинофестивале. В 1995 году фильм был включён в Национальный реестр фильмов США как обладающий «культурным, историческим или эстетическим значением».

## Сюжет
Фильм повествует о нескольких днях из жизни доктора Бока, главного врача большой базовой больницы в Манхэттене. Бок переживает кризис среднего возраста, его оставила жена, непутёвые дети не разговаривают с ним. Он считает себя импотентом и подумывает о самоубийстве.
Тем временем в стенах больницы происходит череда якобы несчастных случаев. Сначала один из больных умирает не от осложнений, а от ошибочного лечения, назначенного врачами. Затем при загадочных обстоятельствах один за другим погибает несколько докторов.
Доктор Бок пытается разобраться в причинах происходящего и знакомится с Барбарой Драммонд, дочерью одного из пациентов, и открывает ей душу. Они вступают в интимную связь на диване доктора, и Бок понимает, что его мысли об импотенции сильно преувеличены. После совместной ночи Бок чувствует, что влюблён в Барбару и теперь ему есть для чего жить.
Убийцей оказывается отец Барбары, Эдмунд, мстящий таким образом докторам за их медицинские навыки. Ирония заключается в том, что жертвы Драммонда могли быть спасены, если бы им было оказано должное немедленное лечение, но врачи в госпитале оказываются настолько некомпетентными, что спасти их не удаётся.
Барбара с отцом направляются в аэропорт имени Кеннеди, чтобы вернуться назад в Мексику, Бок же остаётся возвращать в строй родной госпиталь.

## Актёрский состав
- Джордж К. Скотт — доктор Герберт «Герб» Бок
- Дайана Ригг — мисс Барбара Драммонд
- Барнард Хьюз — Эдмунд Драммонд
- Ричард Дайсарт — доктор Уэлбек
- Роберт Уолден — доктор Брубейкер
- Стивен Эллиотт — доктор Джон Сандстром
- Дональд Хэррон — доктор Мильтон Мид
- Эндрю Данкан — Уильям «Уилли» Мид
- Нэнси Маршан — миссис Кристи
- Джордан Чарни — Хичкок
- Робертс Блоссом — Гёрнси
- Ленни Бейкер — доктор Говард Шефер
- Ричард Гамильтон — доктор Рональд Кейси
- Артур Джуналуска — мистер Блэктри
- Кейт Харрингтон — медсестра Данн
- Кэтрин Хелмонд — Мэрилин Мид
- Дэвид Хукс — доктор Джой Эйнхорн
- Фрэнсис Стернхаген — миссис Салли Кушинг

## Производство
Фильм был снят в Больничном Центре Метрополитан в Нью-Йорке.

## Принятие

### Отзывы критиков
Фильм получил положительные отзывы. На интернет-агрегаторе Rotten Tomatoes фильм имеет рейтинг 100% на основе 11 рецензий
Роджер Эберт похвалил фильм, написав: «Фильм "Больница" — лучше, чем вы могли бы подумать. Его критиковали за быстрое переключение тона, но, возможно, от этого он становится только глубже. [...] Странный и неожиданный финал, созданный Чаефски, наводит на мысль, что люди — даже сумасшедшие — все ещё могут использовать государственные учреждения в своих личных целях».
Совсем недавно кинокритик Деннис Шварц дал фильму умеренно позитивный отзыв, написав: «Черный юмор был спасительной границей мелодраматического фарса; фильм использует свои острые, как бритва, инструменты, чтобы разрезать шкуры бесчувственных институционализированных медицинских работников, таких как Майкл Мур. Главная неприятность заключается в том, что это могло бы быть лучше, Чаефски выполнил свою часть сделки, как и Скотт, но, тем не менее, картина сглаживает интересные углы, поскольку режиссер все чаще теряет свой путь. Горечь и придуманные ужасные истории и заставляют нас болтать о том, как выбраться из такого мира (где современный человек воспринимается как одинокий и умирающий)».

### Награды и номинации
| Ассоциация                     | Год  | Категория                                     | Номинант(-ы)    | Результат |
| ------------------------------ | ---- | --------------------------------------------- | --------------- | --------- |
| «Оскар»                        | 1972 | Лучший мужская роль                           | Джордж К. Скотт | Номинация |
| «Оскар»                        | 1972 | Лучший оригинальный сценарий                  | Пэдди Чаефски   | Победа    |
| «Золотой глобус»               | 1972 | Лучшая мужская роль — драма                   | Джордж К. Скотт | Номинация |
| «Золотой глобус»               | 1972 | Лучшая женская роль второго плана — кинофильм | Дайана Ригг     | Номинация |
| «Золотой глобус»               | 1972 | Лучший сценарий                               | Пэдди Чаефски   | Победа    |
| BAFTA                          | 1973 | Лучшая мужская роль                           | Джордж К. Скотт | Номинация |
| BAFTA                          | 1973 | Лучший сценарий                               | Пэдди Чаефски   | Победа    |
| Берлинский кинофестиваль       | 1972 | Золотой медведь                               | Артур Хиллер    | Номинация |
| Берлинский кинофестиваль       | 1972 | Серебряный медведь — специальный приз жюри    | Артур Хиллер    | Победа    |
| Премия Гильдии сценаристов США | 1972 | Лучший оригинальный комедийный сценарий       | Пэдди Чаефски   | Победа    |